# Dafne Keen
Dafne María Keen Fernández (Madrid, 4 de gener de 2005) és una actriu britànica-espanyola. Va fer el seu debut protagonitzant Ana Cruz Oliver a la sèrie de televisió The Refugees del 2014 al 2015, abans de protagonitzar a Laura/X-23 a la pel·lícula de superherois Logan del 2017, en la qual va rebre un gran reconeixement de la crítica per la seva interpretació. El 2019, va començar a interpretar a Lyra Belacqua a la sèrie de televisió His Dark Materials, per la qual va ser nominada a un BAFTA Cymru.
El 2024, va aparèixer a 5 episodis la sèrie de Star Wars The Acolyte i al juliol del mateix any va tornar a interpretar la superheroïna Laura/X-23 a la pel·lícula del MCU: Deadpool & Wolverine.

## Primers anys
Va néixer a Madrid. És filla de l'actor britànic Will Keen i de l'actriu, directora de teatre i escriptora espanyola María Fernández Ache. El seu besavi patern era Edward Curzon, sisè comte Howe; és neboda la poeta Alice Oswald i l'escriptora Laura Beatty.

## Carrera

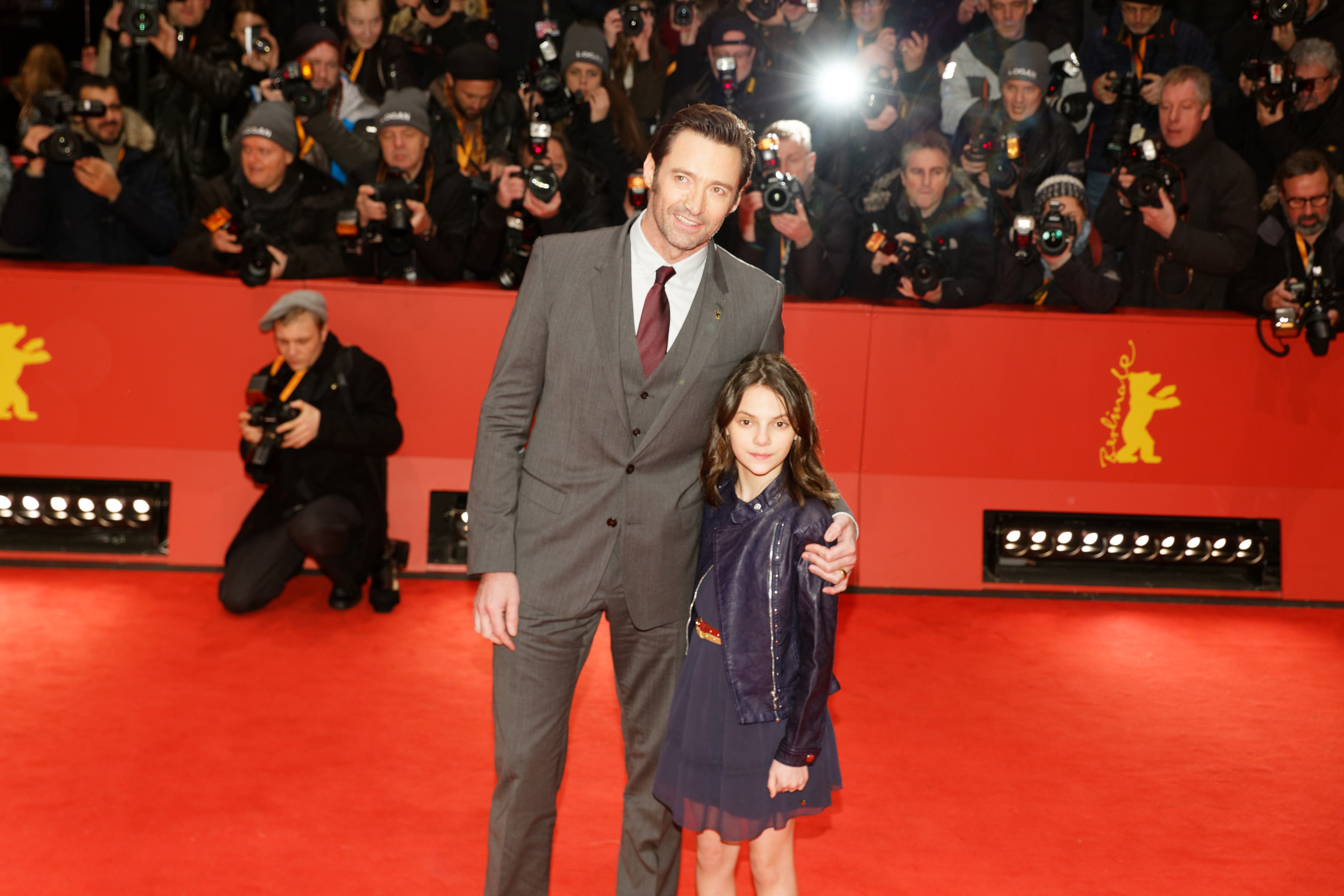
Dafne Keen amb Hugh Jackman a la Premiere de Logan

Keen va començar a actuar el 2014, protagonitzant al costat del seu pare la sèrie de televisió de la BBC The Refugees, on va interpretar Ana Cruz Oliver. El programa va acabar el 2015 després d'una temporada.
Dos anys després del seu debut a la pantalla, i després de diverses audicions, va protagonitzar amb Hugh Jackman la pel·lícula de superherois Logan del 2017 com la mutant Laura, el clon infantil de Wolverine. La pel·lícula va tenir èxit de la crítica i de recaudació, i es considera una de les millors pel·lícules de superherois de tots els temps. L'actuació de Keen va rebre elogis de la crítica, i va rebre diversos premis i nominacions per la seva actuació, que inclouen guanyar un premi Empire a la millor novel·la i rebre nominacions de l'Associació de Crítics de Cinema de Chicago, els Premis Saturn i més.
El 2019, Keen va ser elegida per al paper principal de Lyra Belacqua a l'adaptació televisiva de la BBC/HBO de la trilogia His Dark Materials, on coprotagonitza juntament amb l'actriu Ruth Wilson; el seu pare també és un membre del repartiment de la sèrie. La sèrie va tindre una recepció positiva, i Keen va rebre elogis per la seva actuació, The Hollywood Reporter va escriure "... aquest esforç clava gran part del que fa que els llibres destaquin, i tant els efectes especials com un repartiment ple d'estrelles liderat per Dafne Keen. i Ruth Wilson estan en bona forma". Pel paper, va ser nominada al premi BAFTA Cymru a la millor actriu el 2020.
El 2020, Keen va protagonitzar al costat d'Andy García la pel·lícula de comèdia dramàtica Ana; la pel·lícula es va anunciar originalment el 2017, però es va endarrerir fins al 2020. La pel·lícula es va obrir a crítiques diverses, tot i que l'actuació de Keen va rebre elogis. El crític de cinema Amari va comentar el seu "carisma i presència" i va escriure com Keen i Garcia "es milloren mútuament la presència de l'altre fins al punt que pots perdonar les mancances de la pel·lícula".
El novembre de 2022 es va unir al repartiment de la sèrie de Star Wars, The Acolyte. La sèrie es va estrenar a Disney+ el 2024. També el 2024, en una revelació sorpresa, va tornar a fer el paper de Laura a la pel·lícula del Marvel Cinematic Universe Deadpool & Wolverine, on es va reunir amb Jackman. Es va convertir en la seua estrena més taquillera, la segona pel·lícula més taquillera del 2024 i la pel·lícula amb classificació R més taquillera de tots els temps.
Keen protagonitzarà la propera pel·lícula de terror Whistle, dirigida per Corin Hardy. També protagonitzarà el debut com a director de Jay Hernandez, Night Comes.